# Panorama (pittura)
La tecnica del panorama in pittura rappresenta un soggetto su un piano obliquo rispetto all'occhio dell'osservatore, realizzata con espedienti prospettici che consistono nello schiacciare le dimensioni, oppure attenuare i colori in rapporto alla distanza. L'osservatore tende, automaticamente, a ricostruire la visione nelle sue proporzioni normali.

## Storia
La parola "panorama", un portmanteau delle parole greche 'pano' (tutto) e 'horama' (vista), fu coniata dal pittore irlandese Robert Barker nel 1787. Mentre camminava su Calton Hill che domina Edimburgo, l'idea lo colpì e lo stesso anno ne ottenne il brevetto. Esso includeva la prima coniazione della parola panorama. La visione di Barker era quella di catturare la magnificenza di una scena da ogni angolazione in modo da immergere completamente lo spettatore e, così facendo, offuscare la linea dove l'arte si fermava e iniziava la realtà. Il primo panorama di Barker era di Edimburgo. Ha esposto il Panorama di Edimburgo da Calton Hill nella sua casa nel 1788, e successivamente nella Archers' Hall vicino a Meadows con grande successo di pubblico. Il primo panorama ha deluso Barker, non per la sua mancanza di successo, ma perché non è stato all'altezza della sua visione. La scena di Edimburgo non era a 360 gradi; era semicircolare.
Nel 1792 usò il termine per descrivere i suoi dipinti di Edimburgo mostrati su una superficie cilindrica, che presto espose a Londra, come "The Panorama".
Dopo il successo commerciale ma tecnico limitato del suo primo panorama, Barker e suo figlio Henry Aston Barker hanno completato un panorama di Londra dall'Albion Mills. Una versione ridotta è stata originariamente mostrata nella loro casa con una mostra.
Per realizzare il suo sogno di un panorama a 360 gradi, Barker e suo figlio acquistarono una rotonda a Leicester Square. London from the Roof of the Albion Mills battezzò la nuova rotonda, tutta di 250 metri quadrati. La versione precedentemente ridotta, invece, misurava solo 137 metri quadrati. La rotonda di Leicester Square era composta da due livelli, sebbene di dimensioni variabili. Gli spettatori osservavano le scene da una piattaforma al centro della rotonda.
Nel 1793 Barker trasferì i suoi panorami nel primo edificio panoramico rotondo in mattoni del mondo, a Leicester Square, e fece fortuna. Gli spettatori si accalcavano per pagare ben 3 scellini per stare su una piattaforma centrale sotto un lucernario, che offriva un'illuminazione uniforme, e vivere un'esperienza "panoramica" (un aggettivo che non apparve sulla stampa fino al 1813). Il significato esteso di "indagine completa" di un soggetto seguì prima, nel 1801. I visitatori del Panorama di Londra di Barker, dipinto come se fosse visto dal tetto di Albion Mills sulla South Bank, potevano acquistare una serie di sei stampe che ricordavano modestamente l'esperienza; le stampe si estendevano per 3,25 metri. Al contrario, il panorama reale si estendeva su 250 metri quadrati.
L'obiettivo principale del panorama era immergere il pubblico al punto da non poter distinguere tra la tela e la realtà, in altre parole, l'interezza. Per ottenere ciò, tutti i bordi della tela dovevano essere nascosti. Gli oggetti di scena erano stati anche posizionati strategicamente in primo piano nella scena per aumentare il realismo. Due finestre ricavate nel tetto permettevano alla luce naturale di inondare le tele, rendendo anche l'illusione più realistica. Due scene potevano essere esposte contemporaneamente alla rotonda di Leicester Square, tuttavia essa era l'unica rotonda a ospitare due panorami. Le case con scene singole si sono rivelate più popolari. Mentre si trovava a Leicester Square, il pubblico fu ammassato attraverso un corridoio lungo e buio per schiarirsi le idee. L'idea era di fare in modo che gli spettatori dimenticassero ciò che avevano appena visto, lasciando le loro menti vuote per vedere la seconda scena. Nonostante la camminata nell'oscurità del "cancellamento mentale" del pubblico, i panorami sono stati progettati per avere un effetto persistente sullo spettatore. Per alcuni, questo attributo poneva i panorami nella stessa categoria della propaganda dell'epoca: nient'altro che un'illusione intesa a ingannare.
La realizzazione di Barker ha comportato sofisticate manipolazioni della prospettiva non riscontrate nei predecessori del panorama, la "prospettiva" grandangolare di una città familiare fin dal XVI secolo, o la Long View of London from Bankside di Wenceslas Hollar, incisa su diversi fogli contigui. Quando Barker brevettò per la prima volta la sua tecnica nel 1787, le aveva dato un titolo francese: La Nature à Coup d'Oeil ("La natura a colpo d'occhio"). Una sensibilità per il "pittoresco" si stava sviluppando tra la classe colta.
Barker ha fatto molti sforzi per aumentare il realismo delle sue scene. Per immergere completamente il pubblico nella scena, tutti i bordi della tela erano stati nascosti. Gli oggetti di scena erano stati inoltre strategicamente posizionati sulla piattaforma dove si trovava il pubblico e due finestre sono state collocate sul tetto per consentire alla luce naturale di inondare le tele.
Due scene potevano essere esposte contemporaneamente nella rotonda, tuttavia la rotonda di Leicester Square era l'unica a farlo. Le case con scene singole si sono dimostrate più popolari tra il pubblico man mano che la fama del panorama si diffondeva. Poiché la rotonda di Leicester Square ospitava due panorami, Barker aveva bisogno di un meccanismo per liberare le menti del pubblico mentre passava da un panorama all'altro. Per fare ciò, gli avventori hanno camminato lungo un corridoio buio e su una lunga rampa di scale dove le loro menti avrebbero dovuto essere rinfrescate per vedere la nuova scena. A causa delle immense dimensioni del panorama, agli avventori sono stati forniti piani di orientamento per aiutarli a navigare nella scena. Queste mappe glorificate individuavano edifici, siti o eventi chiave esposti sulla tela.
Per creare un panorama, gli artisti si sono recati nei siti e hanno abbozzato le scene più volte. In genere un team di artisti ha lavorato su un progetto con ogni team specializzato in un certo aspetto del dipinto come paesaggi, persone o cieli. Dopo aver completato i loro schizzi, gli artisti in genere consultavano altri dipinti, di dimensioni medie, per aggiungere ulteriori dettagli. Martin Meisel ha descritto il panorama: "Nel suo impatto, il Panorama era una forma comprensiva, la rappresentazione non del segmento di un mondo, ma di un mondo intero visto da un'altezza focale". Sebbene gli artisti abbiano documentato scrupolosamente ogni dettaglio di una scena, così facendo hanno creato un mondo completo di per sé. 

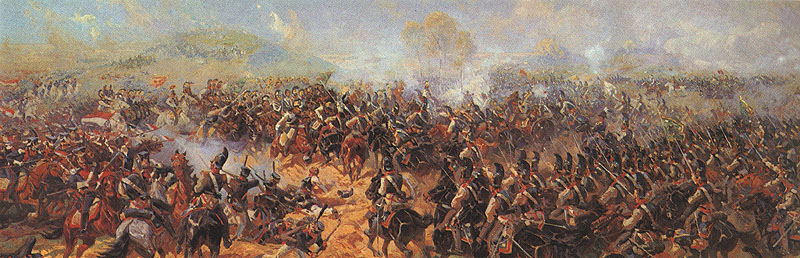
Batteria Raevsky a Borodino, un frammento del dipinto panoramico di Roubaud

I primi panorami raffiguravano ambienti urbani, come le città, mentre i panorami successivi rappresentavano la natura e famose battaglie militari. La necessità di scene militari aumentò in parte perché se ne stavano svolgendo così tante. Le battaglie francesi trovarono comunemente la loro strada nelle rotonde grazie alla grintosa guida di Napoleone Bonaparte. I viaggi di Henry Aston Barker in Francia durante la pace di Amiens lo portarono a corte, dove Bonaparte lo accettò. Henry Aston ha creato panorami delle battaglie di Bonaparte tra cui La battaglia di Waterloo, che ha visto così tanto successo che si è ritirato dopo averlo terminato. La relazione di Henry Aston con Bonaparte continuò dopo l'esilio di Bonaparte all'Elba, dove Henry Aston visitò l'ex imperatore. Pierre Prévost (1764–1823) fu il primo importante pittore di panorami francese. Tra i suoi 17 panorami, i più famosi descrivono le città di Roma, Napoli, Amsterdam, Gerusalemme, Atene e anche la battaglia di Wagram.
Al di fuori dell'Inghilterra e della Francia, la popolarità dei panorami dipendeva dal tipo di scena visualizzata. In genere, le persone volevano vedere immagini dei propri paesi o dell'Inghilterra. Questo principio era vero in Svizzera, dove dominava la vista delle Alpi. Allo stesso modo in America, i panorami di New York City hanno trovato popolarità, così come le importazioni dalla rotonda di Barker. Come scoprì presto il pittore John Vanderlyn, la politica francese non interessava gli americani. In particolare, la sua rappresentazione del ritorno al trono di Luigi XVIII non visse due mesi nella rotonda prima che un nuovo panorama prendesse il suo posto.
Il Panorama di Baker ha avuto un enorme successo e ha generato una serie di panorami "immersivi": i curatori del Museum of London hanno trovato menzione di 126 panorami che sono stati esposti tra il 1793 e il 1863. In Europa, sono stati creati panorami di eventi storici e battaglie, in particolare dal pittore russo Franz Roubaud. La maggior parte delle principali città europee presentava più di una struttura appositamente costruita che ospitava panorami. Questi grandi panorami a cerchio fisso diminuirono di popolarità nell'ultimo terzo del diciannovesimo secolo, sebbene negli Stati Uniti conobbero un parziale risveglio; in questo periodo erano più comunemente indicati come ciclorami.
Il panorama gareggiava per il pubblico più frequentemente con il diorama, una tela leggermente curva o piatta che si estende per 22 metri per 14. Il diorama fu inventato nel 1822 da Louis Daguerre e Charles-Marie Bouton, quest'ultimo un ex studente del famoso pittore francese Jacques-Louis David.
A differenza del panorama in cui gli spettatori dovevano spostarsi per vedere la scena, le scene del diorama si spostavano in modo che il pubblico potesse rimanere seduto. Realizzato con quattro schermi su una rotonda, l'illusione ha affascinato 350 spettatori alla volta per un periodo di 15 minuti. Le immagini ruotavano in un arco di 73 gradi, concentrandosi su due delle quattro scene mentre venivano preparate le restanti due, il che ha permesso di rinfrescare le tele durante il corso dello spettacolo. Mentre i dettagli topografici erano cruciali per i panorami, come evidenziato dalle squadre di artisti che vi lavoravano, l'effetto dell'illusione aveva la precedenza con il diorama. Anche i pittori del diorama hanno aggiunto la loro svolta agli oggetti di scena del panorama, ma invece di oggetti di scena per rendere le scene più reali, hanno incorporato i suoni. Un'altra somiglianza con il panorama era l'effetto che il diorama aveva sul suo pubblico. Alcuni clienti hanno sperimentato uno stupore, mentre altri sono stati alienati dallo spettacolo. L'alienazione del diorama è stata causata dalla connessione che la scena ha disegnato con l'arte, la natura e la morte. Dopo la prima mostra londinese di Daguerre e Bouton, un recensore notò un'immobilità simile a quella "della tomba". Per rimediare a questa atmosfera tombale, Daguerre dipinse entrambi i lati della tela, noto come "doppio effetto". Illuminando entrambi i lati dipinti della tela, la luce veniva trasmessa e riflessa producendo un tipo di trasparenza che produceva l'effetto del tempo che scorre. Questo effetto ha dato alla troupe che azionava le luci e girava la rotatoria un nuovo tipo di controllo sul pubblico rispetto al panorama.
In Gran Bretagna e in particolare negli Stati Uniti, l'ideale panoramico è stato intensificato srotolando un rotolo di tela davanti allo spettatore in un Panorama in movimento, un'alterazione di un'idea che era familiare nei paesaggio della dinastia Song. Svelato per la prima volta nel 1809 a Edimburgo, in Scozia, il panorama in movimento richiedeva l'installazione su un palcoscenico di una grande tela e di due rulli verticali. Peter Marshall ha aggiunto la svolta alla creazione originale di Barker, che ha visto il successo per tutto il XIX e nel XX secolo. La scena o la variazione di scene passava tra i rulli, eliminando la necessità di mostrare e visualizzare il panorama in una rotonda. Un precursore di immagini "in movimento", il panorama in movimento incorporava musica, effetti sonori e ritagli autonomi per creare il loro effetto mobile. Un tale movimento itinerante consentiva nuovi tipi di scene, come sequenze di inseguimenti, che non potevano essere prodotte così bene né nel diorama né nel panorama. In contrasto specificamente con il diorama, dove il pubblico sembrava essere ruotato fisicamente, il panorama in movimento ha dato agli avventori una nuova prospettiva, permettendo loro di "[funzionare] come un occhio in movimento".
Il panorama si è in qualche modo evoluto e nel 1809 il panorama in movimento abbelliva il palcoscenico di Edimburgo. A differenza del suo predecessore, il panorama in movimento richiedeva una grande tela e due rulli verticali. La scena o la variazione di scene passava davanti al pubblico tra i rulli, eliminando la necessità di mostrare e visualizzare i panorami in una rotonda. Peter Marshall ha aggiunto la svolta alla creazione originale di Barker, che ha visto il successo per tutto il XIX e nel XX secolo. Nonostante il successo del panorama commovente, la visione originale di Barker ha mantenuto la popolarità attraverso vari artisti, tra cui Pierre Prévost, Charles Langlois e Henri Félix Emmanuel Philippoteauxtra gli altri. La rinascita della popolarità per il panorama raggiunse l'apice nel 1880, dopo essersi diffuso in Europa e Nord America.

## Critica romantica dei panorami
L'aumento di popolarità del panorama è stato il risultato della sua accessibilità in quanto le persone non avevano bisogno di un certo livello di istruzione per godere della vista che offriva. Di conseguenza, i mecenati di tutta la scala sociale accorrevano nelle rotonde di tutta Europa.
Mentre il facile accesso era un'attrazione del panorama, alcune persone credevano che non fosse altro che un trucco da salotto deciso a ingannare il pubblico. Progettato per avere un effetto duraturo sullo spettatore, il panorama è stato inserito nella stessa categoria della propaganda del periodo, anch'essa vista come ingannevole. Il paradosso della località attribuito anche alle argomentazioni dei critici del panorama. Fenomeno derivante dall'immersione in un panorama, il paradosso della località si verificava quando le persone non erano in grado di distinguere dove si trovassero: nella rotonda o nella scena che stavano vedendo.
Le persone potevano immergersi nella scena e prendere parte a quello che divenne noto come il paradosso della località. Esso si riferisce al fenomeno in cui gli spettatori sono così presi dal panorama che non riescono a distinguere dove si trovano: Leicester Square o, per esempio, Albion Mills. Questa associazione con l'illusione era una critica comune dei panorami. Gli scrittori temevano anche il panorama per la semplicità della sua illusione. Hester Piozzi fu tra coloro che si ribellarono alla crescente popolarità del panorama proprio per questo motivo. Non le piaceva vedere così tante persone – elite e non – ingannate da qualcosa di così semplice.
Un altro problema con il panorama era ciò a cui veniva associato, vale a dire, ridefinendo il sublime per incorporare il materiale. Nelle loro prime forme, i panorami raffiguravano scene topografiche e, così facendo, rendevano il sublime accessibile a ogni persona con 3 scellini in tasca. Il sublime è diventato una cosa quotidiana e quindi una merce materiale. Associando il sublime alla materia, il panorama era visto come una minaccia al romanticismo, ossessionato dal sublime. Secondo i romantici, il sublime non avrebbe mai dovuto includere la materialità e collegando i due, i panorami hanno contaminato il sublime.
Il poeta William Wordsworth è stato a lungo caratterizzato come un oppositore del panorama, in particolare per la sua allusione ad esso nel settimo libro del preludio. È stato sostenuto che il problema di Wordsworth con il panorama fosse l'inganno usato per guadagnare popolarità. Sentiva, dicono i critici, che il panorama non solo mostrava una scena immensa di qualche tipo, ma anche la debolezza dell'intelligenza umana. Wordsworth è stato offeso dal fatto che così tante persone trovassero i panorami irresistibili e hanno concluso che le persone non erano abbastanza intelligenti da vedere attraverso la sciarada. A causa della sua argomentazione nel Preludio, è lecito ritenere che Wordsworth abbia visto un panorama ad un certo punto della sua vita, ma non si sa quale abbia visto; non ci sono prove sostanziali, a parte la sua descrizione nella poesia.
Tuttavia, l'odio di Wordsworth per il panorama non si limitava al suo inganno. Anche l'associazione del panorama con il sublime era offensiva per il poeta, così come altri spettacoli del periodo che gareggiavano con la realtà. Come poeta, Wordsworth cercò di separare la sua arte dalla fantasmagoria che avvolgeva la popolazione. In questo contesto, la fantasmagoria si riferisce a segni e altra propaganda diffusa, inclusi cartelloni pubblicitari, giornali illustrati e panorami stessi. Il problema più grande di Wordsworth con i panorami era la loro finzione: il panorama cullava gli spettatori nello stupore, inibendo la loro capacità di immaginare le cose da soli. Per Wordsworth, i panorami hanno più o meno fatto il lavaggio del cervello al loro pubblico. Forse il più grande problema di Wordsworth con i panorami era la loro popolarità. Wordsworth voleva che le persone vedessero la rappresentazione raffigurata nel panorama e la apprezzassero per quello che era: arte.
Al contrario, J. Jennifer Jones sostiene che Wordsworth non era contrario al panorama, ma piuttosto titubante al riguardo. Nel suo saggio "Absorbing Hesitation: Wordsworth and the Theory of the Panorama", Jones sostiene che altri episodi di The Prelude hanno la stessa profondità sensoriale che si supponeva avessero i panorami. Jones ha studiato come Wordsworth imitasse i sensi in The Prelude, più o meno allo stesso modo dei panorami. Ha concluso che i panorami erano un atto di equilibrio tra ciò che i sensi hanno assorbito e ciò con cui sono andati via, qualcosa presente anche nella poesia di Wordsworth.
I soggetti dei panorami si sono trasformati con il passare del tempo, diventando meno sublimi e con più battaglie militari e scene bibliche. Ciò era particolarmente vero durante l'era napoleonica, quando i panorami mostravano spesso scene dell'ultima battaglia dell'imperatore, che si trattasse di una vittoria o di una schiacciante sconfitta, come quella raffigurata nella Battaglia di Waterloo nel 1816.
Una visione moderna del panorama ritiene che gli enormi dipinti abbiano riempito un buco nella vita di coloro che vissero durante il diciannovesimo secolo. Bernard Comment ha affermato nel suo libro The Painted Panorama, che le masse avevano bisogno di un "dominio assoluto" e l'illusione offerta dal panorama dava loro un senso di organizzazione e controllo. Nonostante il potere che esercitava, il panorama distaccava il pubblico dalla scena che vedeva, sostituendo la realtà e incoraggiandolo a guardare il mondo piuttosto che sperimentarlo.

## Galleria d'immagini

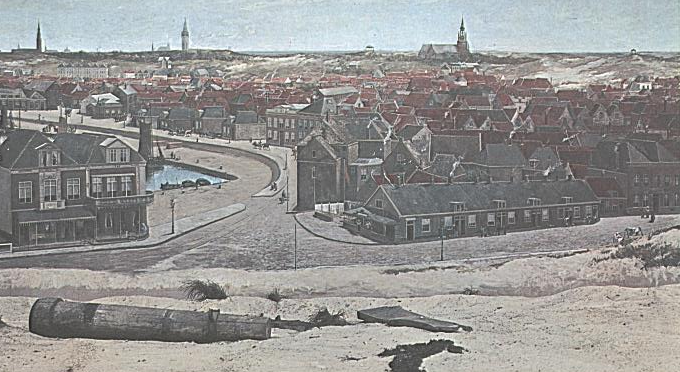
Villaggio di Scheveningen, una piccola sezione del Panorama Mesdag (1880–1881), con falso terreno in primo piano.
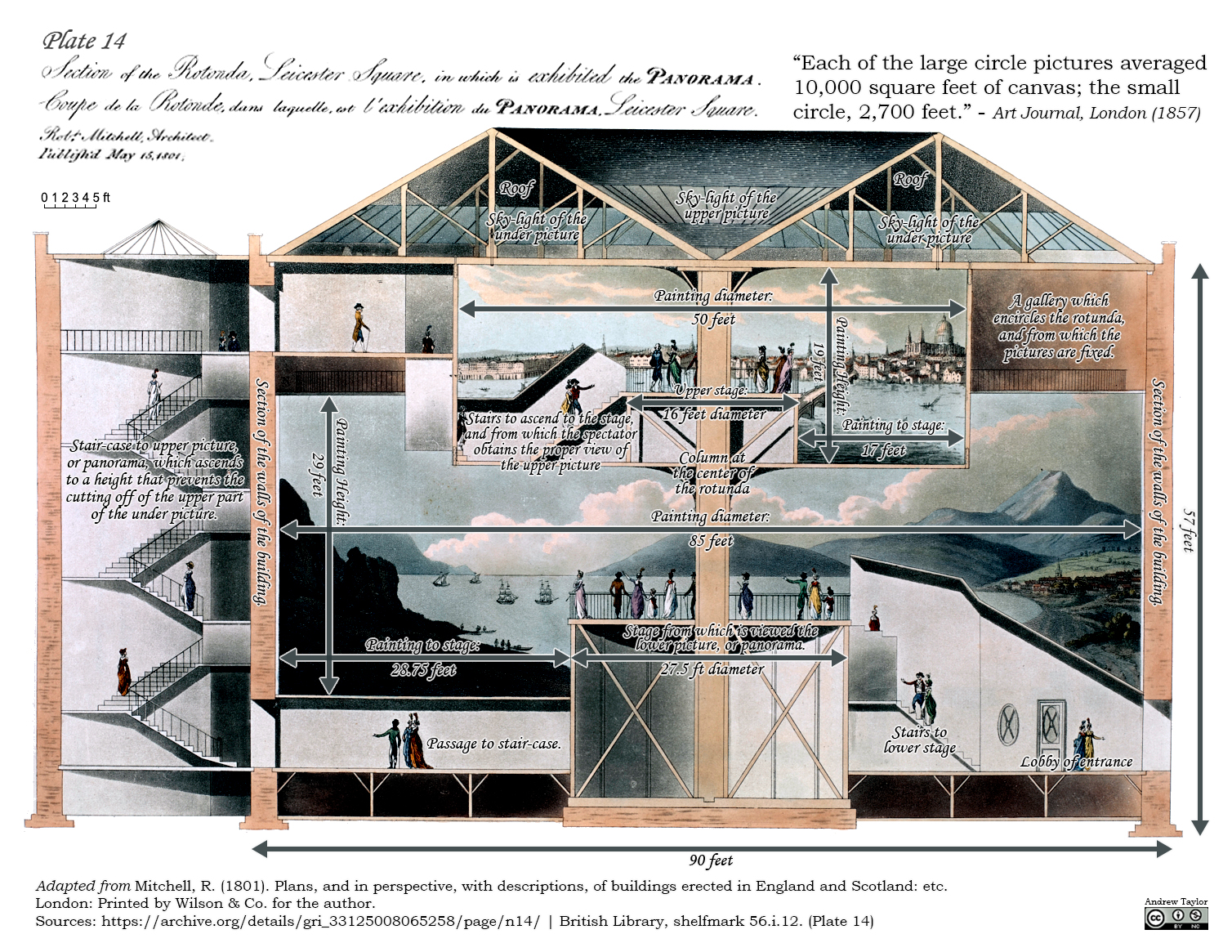
Il diagramma di Robert Mitchell che illustra la Leicester Square Rotunda, in cui era esposto il Panorama, 1801.
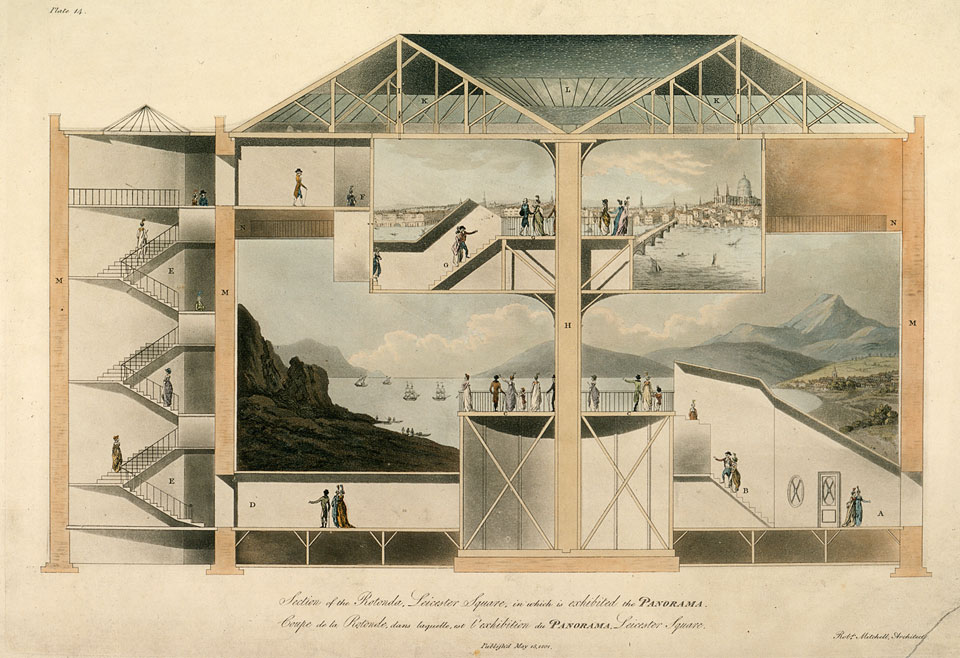
Sezione trasversale della Rotonda di Leicester Square in cui era esposto il panorama di Londra (1801).
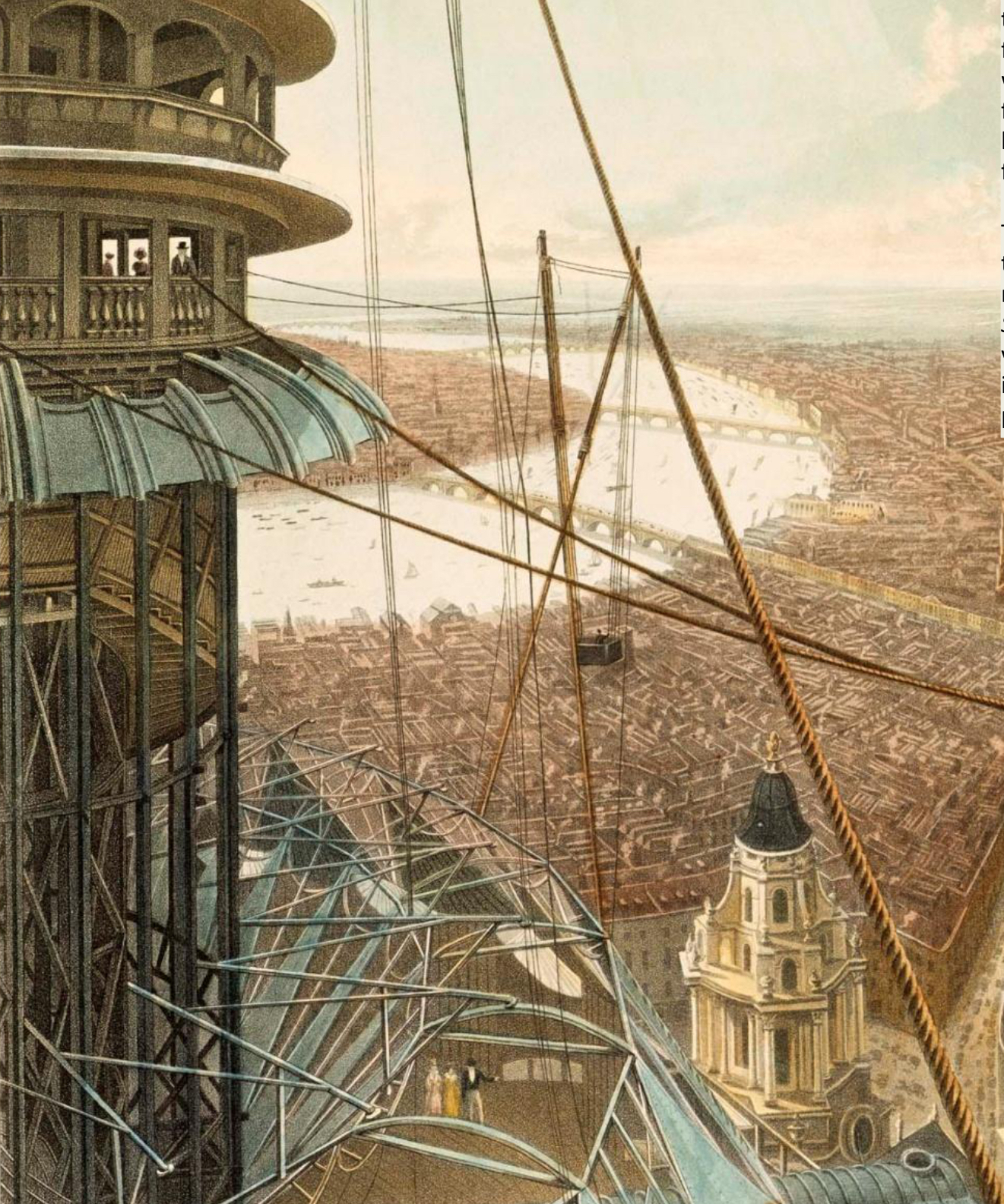
Particolare di Bird's Eye View from the Staircase & the Upper Part of the Pavilion in the Colosseum, Regent's Park (1829), un'acquatinta colorata di Rudolph Ackermann.